# Beats for Love
Beats for Love – festiwal muzyczny, odbywający się co roku w Dolní Vítkovice – dzielnicy czeskiego miasta Ostrawa. Powstały w 2013 roku festiwal jest jedną z największych imprez tanecznej muzyki elektronicznej w środkowej Europie.

## Historia festiwalu

### 2013
Podczas pierwszej edycji festiwalu Beats For Love wystąpili Matrix and Futurebound, John B, Takaaki Itoh, Olav Basoski, Patrick DSP, Cooh/Balkansky i wielu innych artystów.

### 2014
Druga edycja zgromadziła blisko 250 artystów – na scenie pojawili się między innymi John B, E-XPRESS 2, Rocky Rock, Tantrum Desire, Gramophonedzie, Stoneface&Terminal, Colombo, Du’Art, A-Brothers, The Corlson Two i inni.

### 2015
W trakcie trzeciej edycji w Ostrawie zagrali tacy wykonawcy, jak DJ Fresh, Pendulum DJ Set & MC Verse, Drumsound & Bassline Smith, Zardonic, A.M.C, Sem Thomasson, DJ Tonka, Mark Sixma, Sonny Wharton, PHNTM, A. Paul, DJ Fly czy Scratch Perverts.

### 2016
Na festiwalu pojawili się między innymi Sigma, Angerfist, Spor, Mark Knight, Beardyman, Mike Candys, Cristian Varela, Audio, Gridlok, Felix Kröcher, Eskei83, Axel Karakasis i inni.

### 2017
Podczas 5. edycji na 13 scenach zagrało ponad 400 artystów, w tym Fatboy Slim, Sigala, Chase & Status, Wilkinson, Headhunterz, Dope D.O.D., Dirtyphonics, Zatox, DC Break, Metrik, Danny Byrd, N.O.H.A., Miss K8, Lady Waks, Krafty Kuts, Zardonic, Ragga Twins i wielu innych.

### 2018
W 2018 roku na festiwalu między 4 a 7 lipca w Ostrawie pojawią się między innymi Galantis, Alan Walker, Roger Sanchez, Sigma, Andy C, Sub Focus, Matrix & Futurebound, Foreign Beggars, La Coka Nostra, Black Sun Empire czy Campelphat